# NGC 1365
NGC 1365 é uma galáxia espiral barrada (SBd) localizada na direcção da constelação de Fornax. Possui uma declinação de -36° 08' 27" e uma ascensão recta de 3 horas, 33 minutos e 36,7 segundos.
A galáxia foi descoberta em 2 de Setembro de 1826 por James Dunlop.